# 통영해양경찰서
통영해양경찰서(統營海洋警備安全署, Tongyeong Coast Guard)는 해상경비, 해양안전 관리, 해상치안질서 유지, 해양오염 방지 등의 업무를 수행하기 위하여 설립된 대한민국 해양경찰청 남해지방해양경찰청 소속의 특별지방행정기관으로 통영해양경찰서장은 총경(4급 상당)으로 보한다. 경상남도 통영시 광도면 죽림2로 45(죽림리 1575-1)에 위치하고 있다.

## 연혁
- 2017-07-26 통영해양경찰서로 개편
- 2014-11-19 통영해양경비안전서로 개편
- 2008-10-18 통영해양경찰서 新 청사 신축 이전
- 1995-01-27 통영해양경찰서로 개편
- 1991-08-01 충무해양경찰서로 개편
- 1982-05-14 해양경찰대 충무지구해양경찰대 발대

## 조직
| - 경무기획과 - 경무기획계 - 청문감사계 - 경리계 - 경비구난과 - 경비구난계 - 종합상황실 - 122구조대 | - 해상안전과 - 안전관리계 - 해상교통계 - 수상레저계 - 장비관리과 - 정비계 - 보급계 - 정보통신계 | - 수사과 - 2 수사계 - 형사계 - 지능수사계 - 정보과 - 정보계 - 보안계 - 외사계 | - 해양오염방제과 - 방제계 - 예방지도계 |

## 소속기관
| 명칭           | 사진 | 주소                      | 관할구역 | 출장소                                          |
| -------------- | ---- | ------------------------- | -------- | ----------------------------------------------- |
| 장승포파출소   |      | 거제시 장승포로 56-14     |          | 옥포출장소 학동출장소 구조라출장소 지세포출장소 |
| 거제남부파출소 |      | 거제시 남부면 대포항      |          | 해금강출장소 다대출장소 저구출장소 가배출장소   |
| 고현파출소     |      | 거제시 장평1로 36         |          | 성포출장소 외포출장소 장목출장소                |
| 통영파출소     |      | 통영시 통영해안로 200     |          | 풍화출장소 삼덕출장소 욕지출장소 동호출장소     |
| 고성파출소     |      | 고성군 고성읍 공룡로 3070 |          | 당동출장소 우두출장소 포교출장소                |

## 보유 함정
| - 1005함 - 512함 - 308함 | - P03정 - P27정 - P29정 | - P53정 - P58정 - P81정 | - P86정 - P101정 - P102정 | - P131정 - 방재2호 |